# 인도 국제 영화제
인도 국제 영화제(영어: International Film Festival of India, Goa)는 1952년부터 인도(고아)에서 개최되고 있으며 인도 정부와 고아 주립 기관 Entertainment Society of Goa가 행사를 주최하고 있다.
아시아 최초의 국제 영화제이며 국제 영화 제작자 연맹(FIAPF)으로부터 공인 받은 장편 경쟁 부문을 보유한 15개의 A등급 영화제 중 하나이다.

## 연도별 영화제
- 제3회 인도 국제 영화제
- 제4회 인도 국제 영화제
- 제5회 인도 국제 영화제
- 제6회 인도 국제 영화제
- 제7회 인도 국제 영화제
- 제8회 인도 국제 영화제
- 제9회 인도 국제 영화제
- 제10회 인도 국제 영화제
- 제11회 인도 국제 영화제
- 제12회 인도 국제 영화제
- 제13회 인도 국제 영화제
- 제14회 인도 국제 영화제
- 제15회 인도 국제 영화제
- 제24회 인도 국제 영화제
- 제25회 인도 국제 영화제
- 제26회 인도 국제 영화제
- 제27회 인도 국제 영화제
- 제28회 인도 국제 영화제
- 제29회 인도 국제 영화제
- 제30회 인도 국제 영화제
- 제31회 인도 국제 영화제
- 제33회 인도 국제 영화제
- 제34회 인도 국제 영화제
- 제35회 인도 국제 영화제
- 제36회 인도 국제 영화제
- 제37회 인도 국제 영화제
- 제38회 인도 국제 영화제
- 제39회 인도 국제 영화제
- 제40회 인도 국제 영화제
- 제41회 인도 국제 영화제
- 제42회 인도 국제 영화제
- 제43회 인도 국제 영화제
- 제44회 인도 국제 영화제
- 제45회 인도 국제 영화제
- 제46회 인도 국제 영화제
- 제47회 인도 국제 영화제
- 제48회 인도 국제 영화제
- 제49회 인도 국제 영화제
- 제50회 인도 국제 영화제
- 제51회 인도 국제 영화제
- 제52회 인도 국제 영화제
- 제53회 인도 국제 영화제